# Pawieł Durow
Pawieł Walerjewicz Durow (ros. Па́вел Вале́рьевич Ду́ров; ur. 10 października 1984 w Leningradzie) – rosyjski przedsiębiorca, założyciel portalu społecznościowego VK oraz komunikatora Telegram.

## Młodość
Urodził się w Leningradzie (obecnie Petersburg), większość dzieciństwa spędził w Turynie, gdzie pracował jego ojciec. Po powrocie do Rosji w 2001 roku uczęszczał do Gimnazjum Akademickiego im. Dimitrija Faddeewa. W 2006 roku ukończył studia na Wydziale Filologicznym Petersbuskiego Uniwersytetu Państwowego, gdzie uzyskał dyplom pierwszego stopnia.

## Kariera
W 2006 roku założył VKontaktie, na który początkowo wpływ miał Facebook. Gdy zarządzał serwisem razem ze swoim bratem Nikołajem wartość firmy wzrosła do 3 miliardów dolarów.
W 2011 roku brał udział w starciu z policją w Petersburgu, kiedy rząd zażądał usunięcia stron polityków opozycji na VKontaktie po wyborach parlamentarnych w 2011 roku.
W 2012 opublikował zdjęcie z pokazanym środkowym palcem i nazwał to oficjalną odpowiedzią na propozycję zakupu VK przez Mail.ru. W grudniu 2013 został jednak zmuszony do sprzedaży 12% akcji VK Iwanowi Tawrinowi, właścicielowi Mail.ru, który następnie sprzedał je Mail.ru dając spółce 52% udziału w VK. W 2014 Mail.ru kupił pozostałe udziały VK, stając się wyłącznym właścicielem spółki.
16 kwietnia 2014 Durow odmówił przekazania danych ukraińskich demonstrantów rosyjskim agencjom bezpieczeństwa i zablokowania profilu Aleksieja Nawalnego na VK, twierdząc, że jest to niezgodne z prawem.
21 kwietnia został odwołany z funkcji dyrektora generalnego VK. Zarząd twierdził, że działa na podstawie jego rezygnacji, której nie odwołał. Durow twierdził, że firma została skutecznie przejęta przez sojuszników Władimira Putina, sugerując, że jego usunięcie było wynikiem zarówno jego odmowy przekazania danych osobowych użytkowników federalnym organom ścigania dotyczące osób, które były członkami grupy VK poświęconej ruchowi protestacyjnemu Euromajdanu. Następnie Durow opuścił Rosję i stwierdził, że „nie ma planów powrotu” i że „kraj ten jest obecnie nie do pogodzenia z biznesem internetowym”.
Po opuszczeniu Rosji uzyskał obywatelstwo Saint Kitts i Nevis przekazując 250 tys. dolarów amerykańskich na rzecz krajowej Fundacji Dywersyfikacji Przemysłu Cukrowego i zdeponował 300 milionów dolarów amerykańskich w szwajcarskich bankach. To pozwoliło na stworzenie następnej firmy, Telegram, która pierwotnie miała swoją siedzibę w Berlinie i skupiała się na usłudze szyfrowanych wiadomości. Później próbował uruchomić kryptowalutę „Gram” i platformę TON, pozyskując 1,7 miliarda dolarów startupu z inwestorami, w tym wdową po Steve Jobsie, Laurene Powell Jobs. Przedsięwzięcia te zostały jednak wstrzymane przez sądy federalne.

## Poglądy
Durow jest zdeklarowanym libertarianinem i wegetarianinem. W 2012 opublikował manifest opisywany przez komentatorów jako anarchokapitalistyczny, w którym przedstawił swoje pomysły na zreformowanie Rosji. W swoje dwudzieste siódme urodziny w 2011 roku podarował milion dolarów Fundacji Wikimedia.

## Wyróżnienia
Nazywany jest przez niektórych rosyjskim Markiem Zuckerbergiem.
W sierpniu 2014 został nazwany najbardziej obiecującym liderem Europy Północnej w wieku poniżej 30 lat.